# وتنل
وتنل (به انگلیسی: Vatnal) یک روستا در هند است که در Belgaum district واقع شده‌است.